# Département Capital (Tucumán)
Pour les articles homonymes, voir Département Capital.
Le département de Capital est une des 17 subdivisions de la province de Tucumán, en Argentine. Son chef-lieu est la ville de San Miguel de Tucumán.
Le département a une superficie de 90 km2. Sa population s'élevait à 548 866 habitants, suivant le recensement de 2010 (source : INDEC).

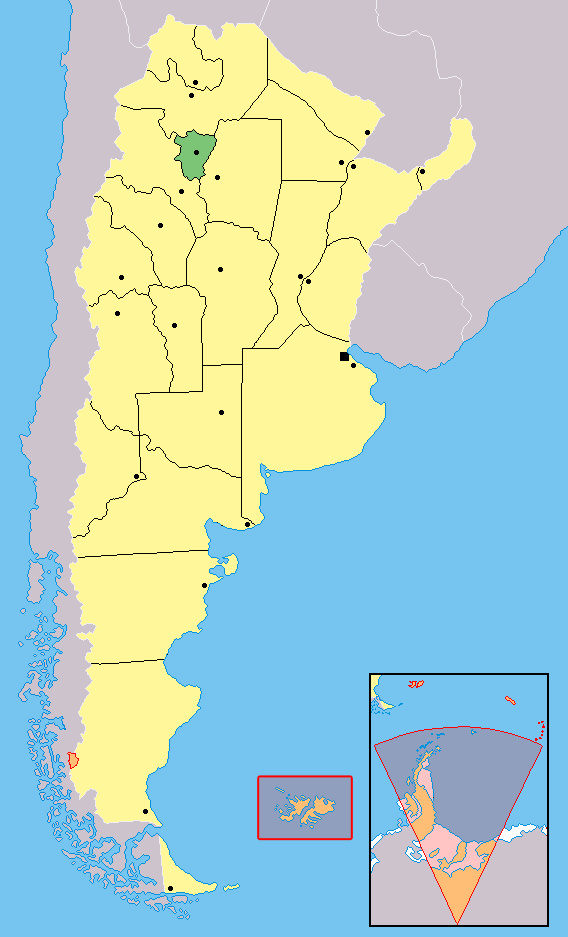
Localisation de la province de Tucumán en Argentine